# Староаширово
Староаши́рово (рос. Староаширово) — село у складі Матвієвського району Оренбурзької області, Росія.

## Населення
Населення — 733 особи (2010; 820 у 2002).
Національний склад (станом на 2002 рік):
- татари — 98 %